# Codonacanthus
Codonacanthus, biljni rod iz porodice primogovki smješten u podtribus Graptophyllinae, dio tribusa Justicieae, potporodica Acanthoideae. Sastoji se od dvije azijske vrste iz Assama, Indokine, Kine, Japana i Andamana. Vrsta Codonacanthus spicatus Hand.-Mazz., navodi se kao sinonim za Leptostachya wallichii Nees.

## Opis.
Polugrmovi, male, uspravne, višegodišnje biljke, s cistolitima. Tipična vrsta Codonacanthus pauciflorus raste u Kini po širokolisnim zimzelenim šumama, a naraste od 20 do 60 cm.. Druga vrsta Codonacanthus sanjappae, otkrivena je tek 2010. na otoku Rutland u Andamanima.

## Vrste
1. Codonacanthus pauciflorus (Nees) Nees, tipična vrsta
2. Codonacanthus sanjappae Karthig., Sumathi, Jayanthi & D.Naras.